# Кубжур
Кубжу́р (фр. Coubjours) — коммуна во Франции, находится в регионе Аквитания. Департамент — Дордонь. Входит в состав кантона От-Перигор-Нуар. Округ коммуны — Перигё.
Код INSEE коммуны — 24136.

## География

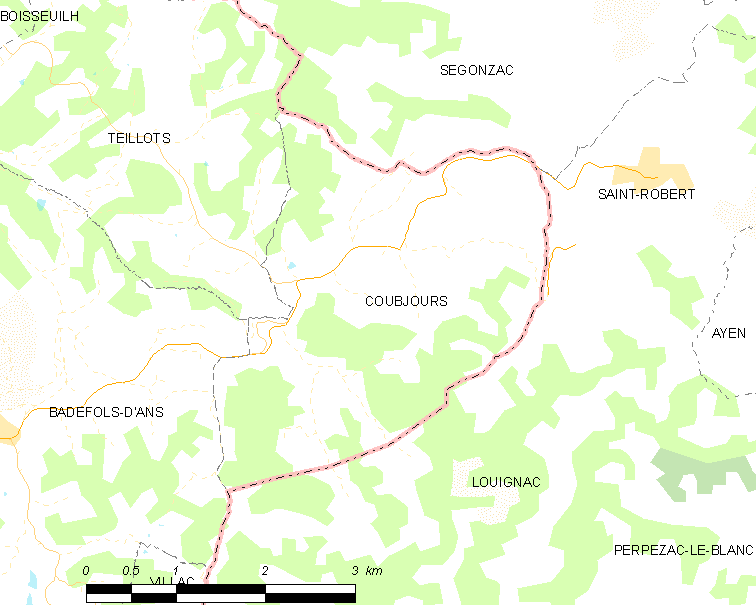
Карта коммуны

Коммуна расположена приблизительно в 410 км к югу от Парижа, в 155 км восточнее Бордо, в 45 км к востоку от Перигё.

### Климат
Климат умеренный океанический со средним уровнем осадков, которые выпадают преимущественно зимой. Лето здесь долгое и тёплое, однако также довольно влажное, здесь не бывает регулярных периодов летней засухи. Средняя температура января — 5 °C, июля — 18 °C. Изредка вследствие стечения неблагоприятных погодных условий может наблюдаться непродолжительная засуха или случаются поздние заморозки. Климат меняется очень часто, как в течение сезона, так и год от года.

## Население
Население коммуны на 2010 год составляло 154 человека.
| 1962 | 1968 | 1975 | 1982 | 1990 | 1999 | 2010 |
| ---- | ---- | ---- | ---- | ---- | ---- | ---- |
| 264  | 236  | 205  | 183  | 175  | 153  | 154  |

## Администрация
| Период | Период | Фамилия           | Партия       | Примечания |
| ------ | ------ | ----------------- | ------------ | ---------- |
| 2001   | 2020   | Жан-Мишель Лагорс | беспартийный | фермер     |

## Экономика
В 2010 году среди 82 человек трудоспособного возраста (15-64 лет) 61 были экономически активными, 21 — неактивными (показатель активности — 74,4 %, в 1999 году было 65,1 %). Из 61 активных жителей работали 56 человек (31 мужчина и 25 женщин), безработных было 5 (1 мужчина и 4 женщины). Среди 21 неактивных 7 человек были учениками или студентами, 13 — пенсионерами, 1 был неактивным по другим причинам.

## Достопримечательности
- Церковь Св. Антония (XII век). Исторический памятник с 1974 года[5]

## Фотогалерея

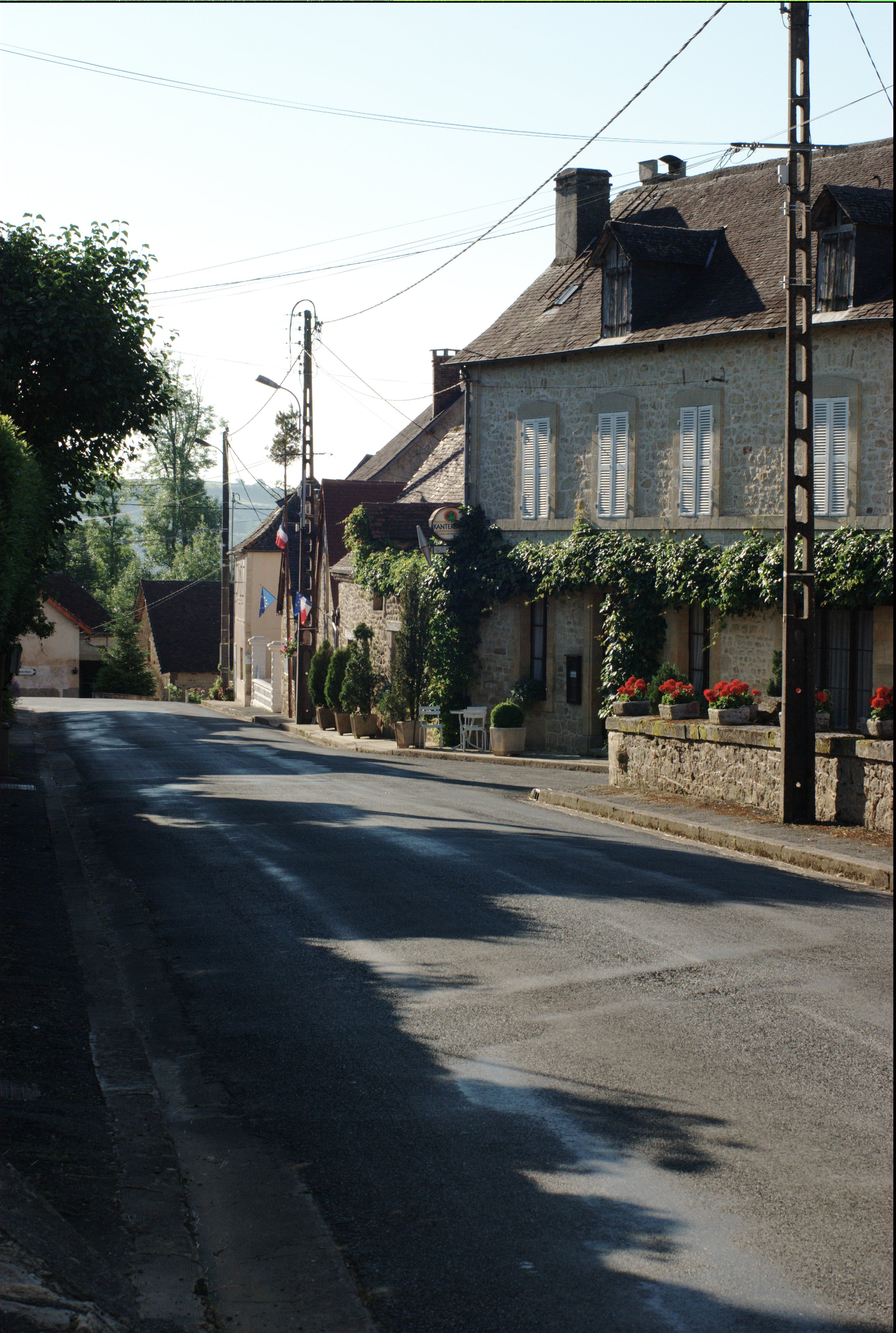
Кубжур
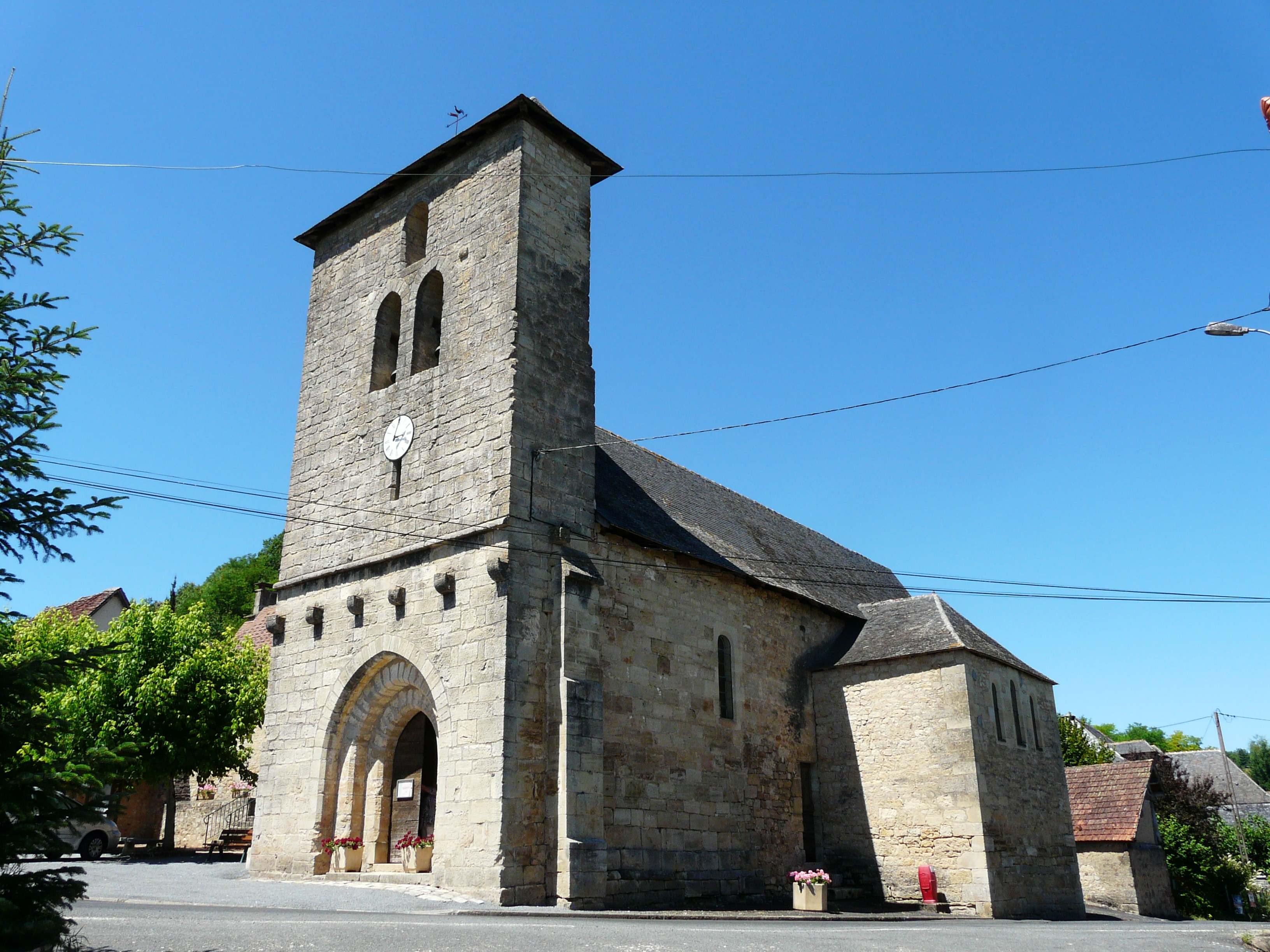
Церковь Св. Антония
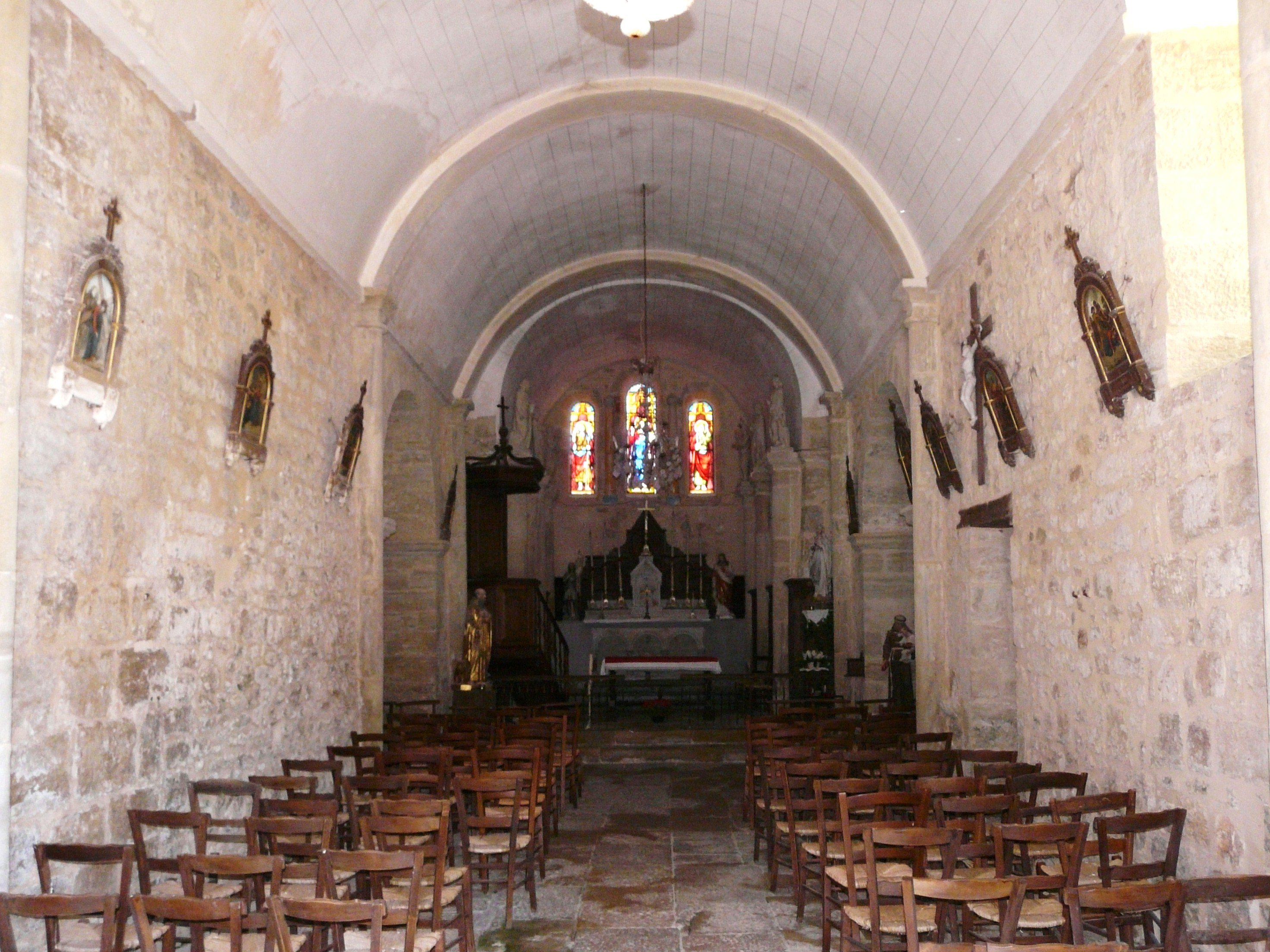
Интерьер церкви Св. Антония
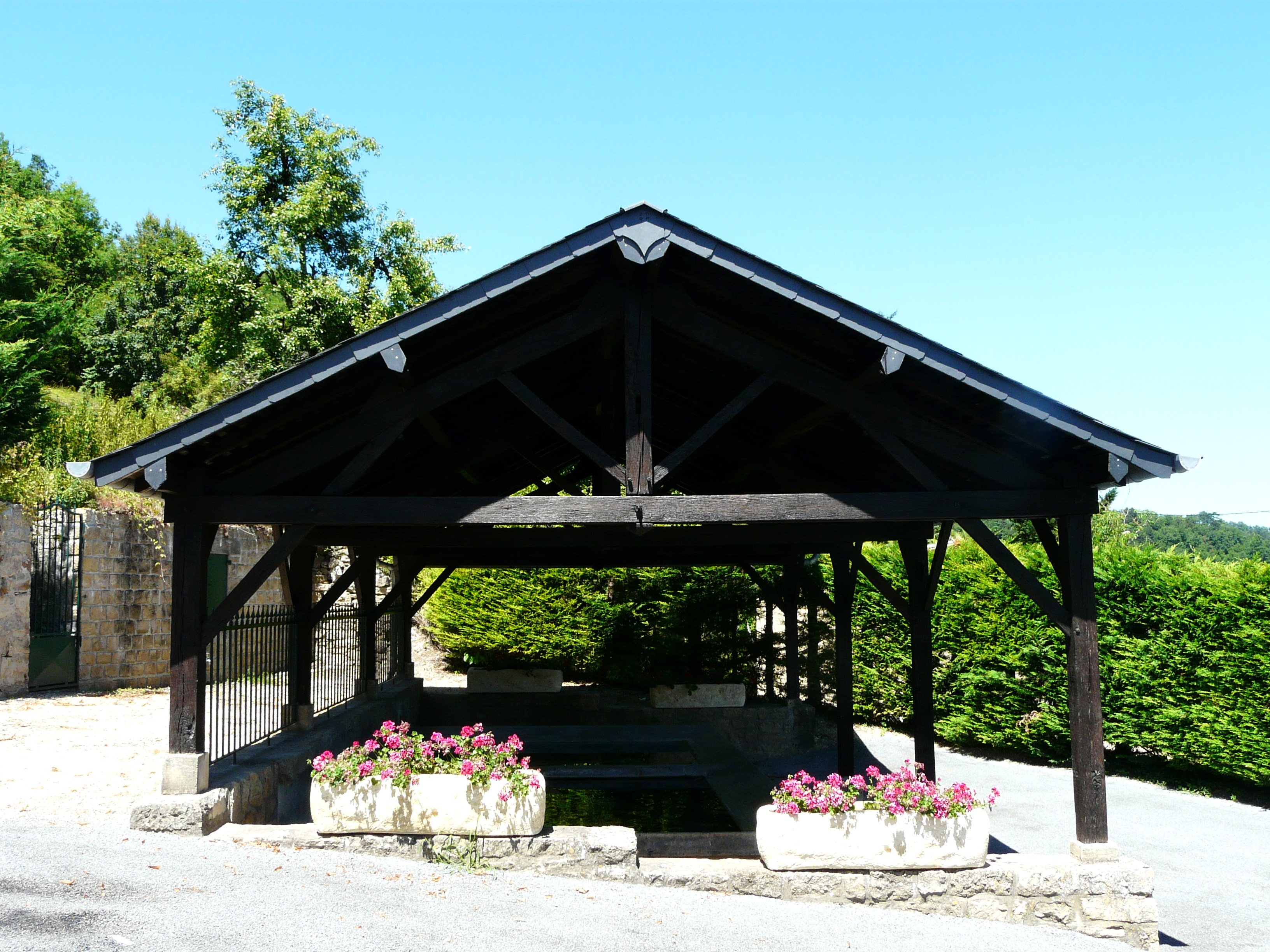
Общественная прачечная